# 10171 Takaotengu
10171 Takaotengu è un asteroide della fascia principale. Scoperto nel 1995, presenta un'orbita caratterizzata da un semiasse maggiore pari a 2,6213381 UA e da un'eccentricità di 0,1231870, inclinata di 15,10362° rispetto all'eclittica.
L'asteroide è dedicato a Takaotengu, creatura leggendaria del folclore giapponese.